# IC 4200
IC 4200 — галактика типу S0 (спіральна галактика) у сузір'ї Центавр.
Цей об'єкт міститься в оригінальній редакції індексного каталогу.